# 萨尔茨堡大学
萨尔茨堡大学（英語：University of Salzburg，也稱「Paris Lodron University」）是位于奥地利第四大城市萨尔茨堡一所历史悠久的大学。

## 历史
1622年由大主教Paris Lodron王子创建并以其名字命名。位于奥地利的萨尔茨堡。目前主要为四个学院，天主教神学，法学，人文学科以及自然科学。目前大学大约有1.8万学生和2800名员工。是萨尔茨堡州最大的教育机构。学校的办公室和附属机构星罗棋布地分散在这个城市各个角落。其中艺术和音乐是在萨尔茨堡莫扎特音乐大学上课。

## 画廊

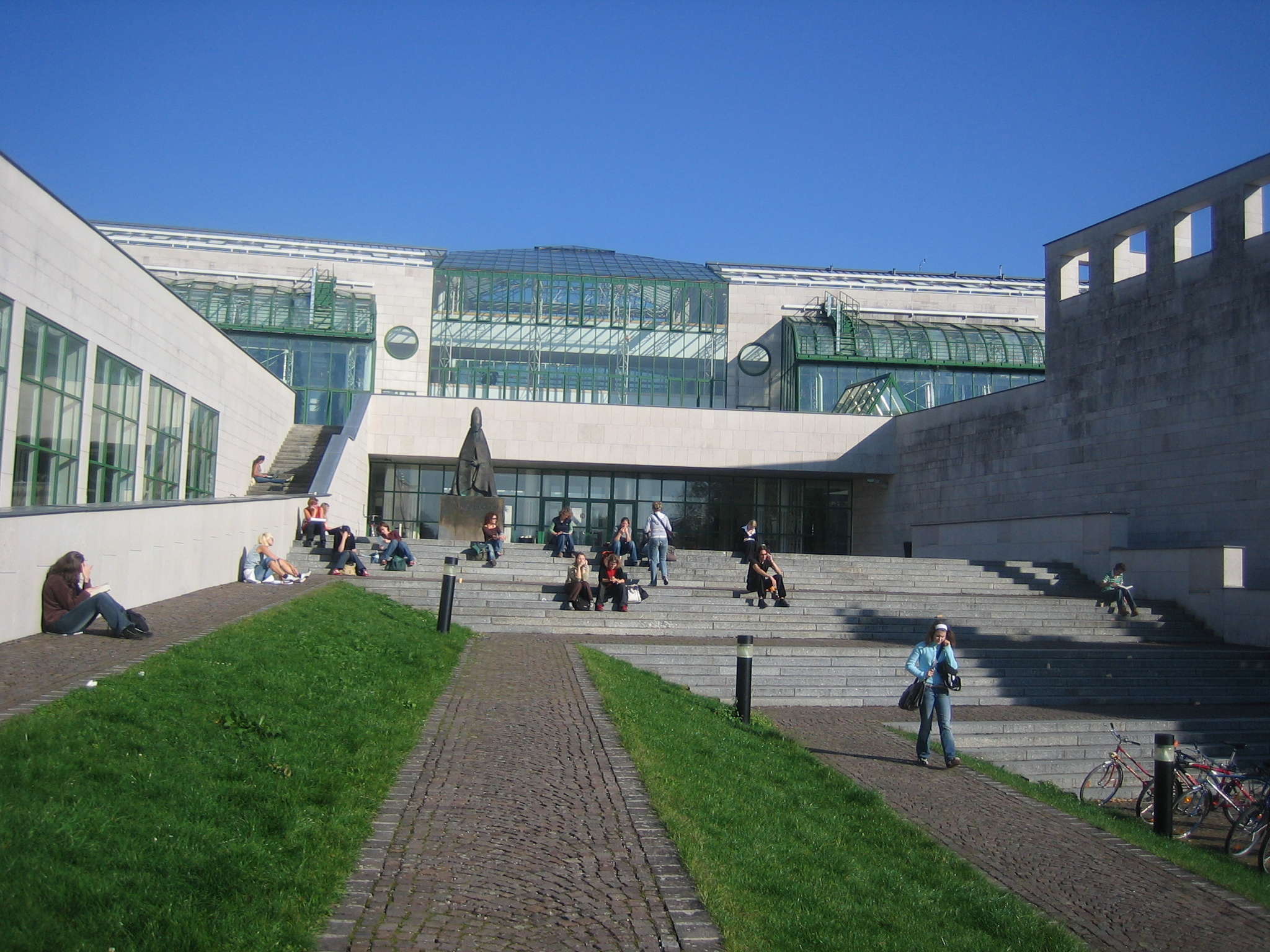
自然科学院
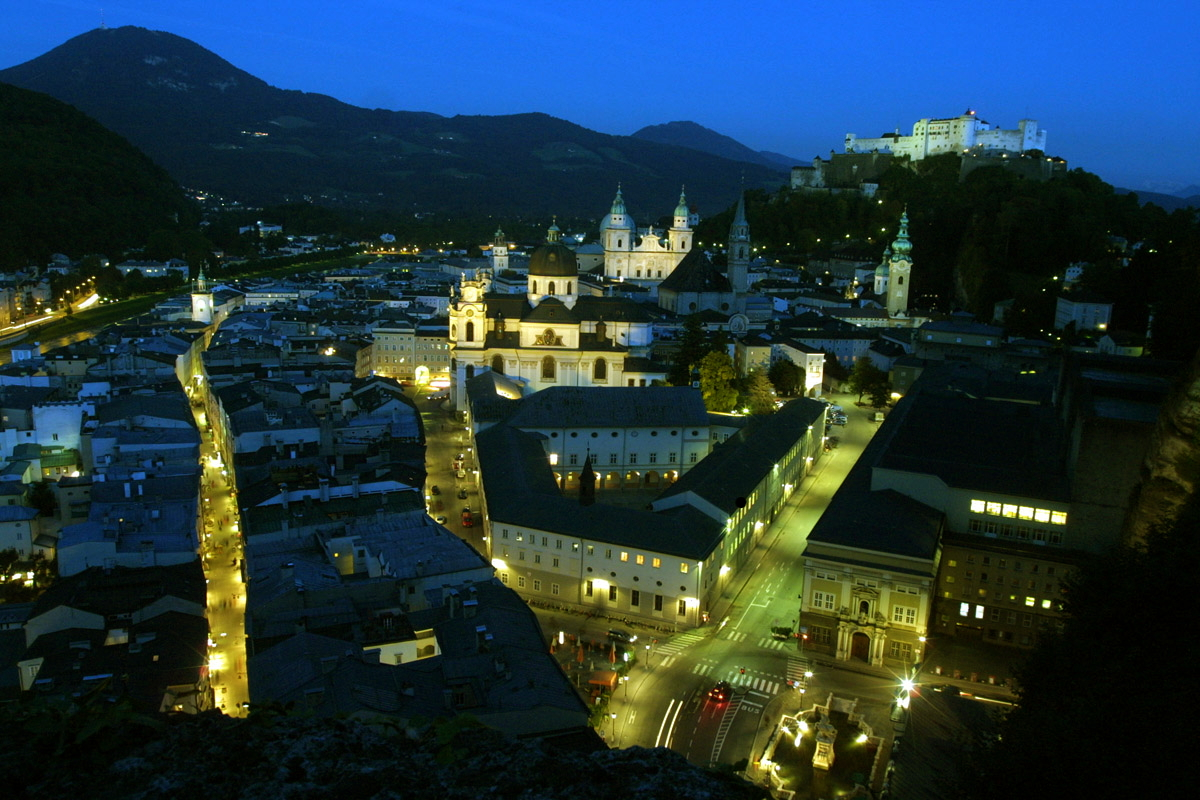
几座教学楼矗立在城市老城区
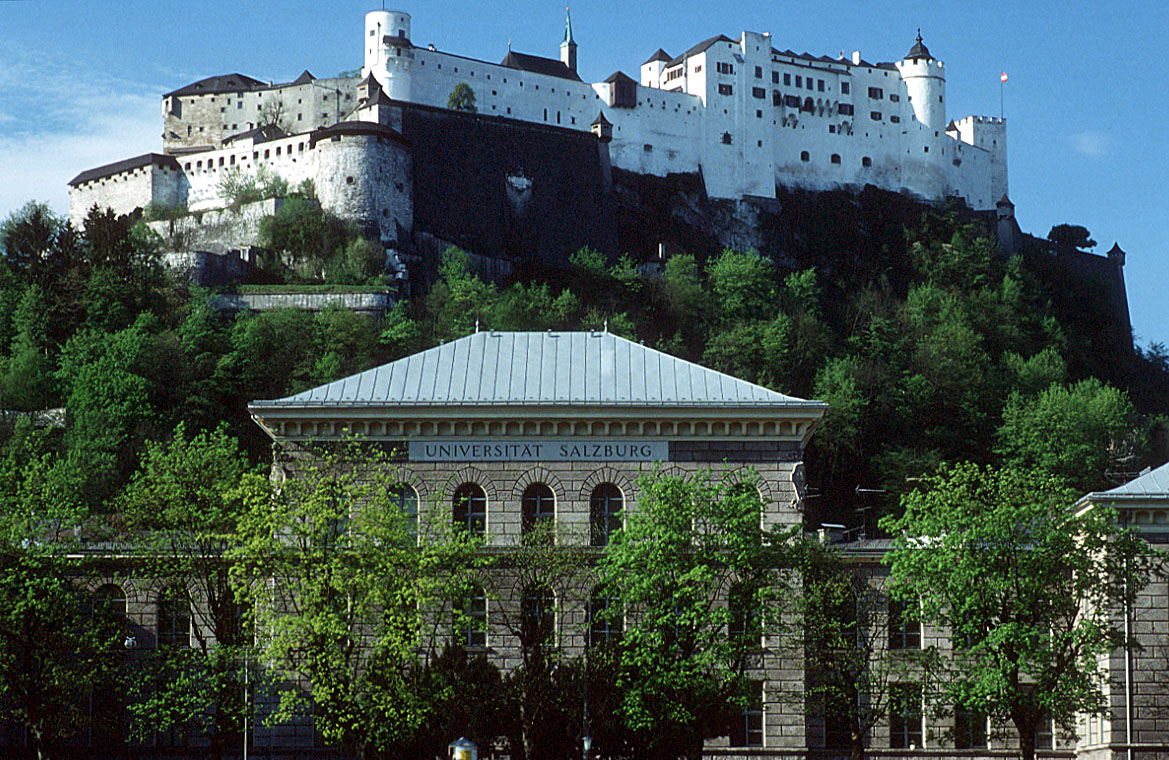
学校教学楼
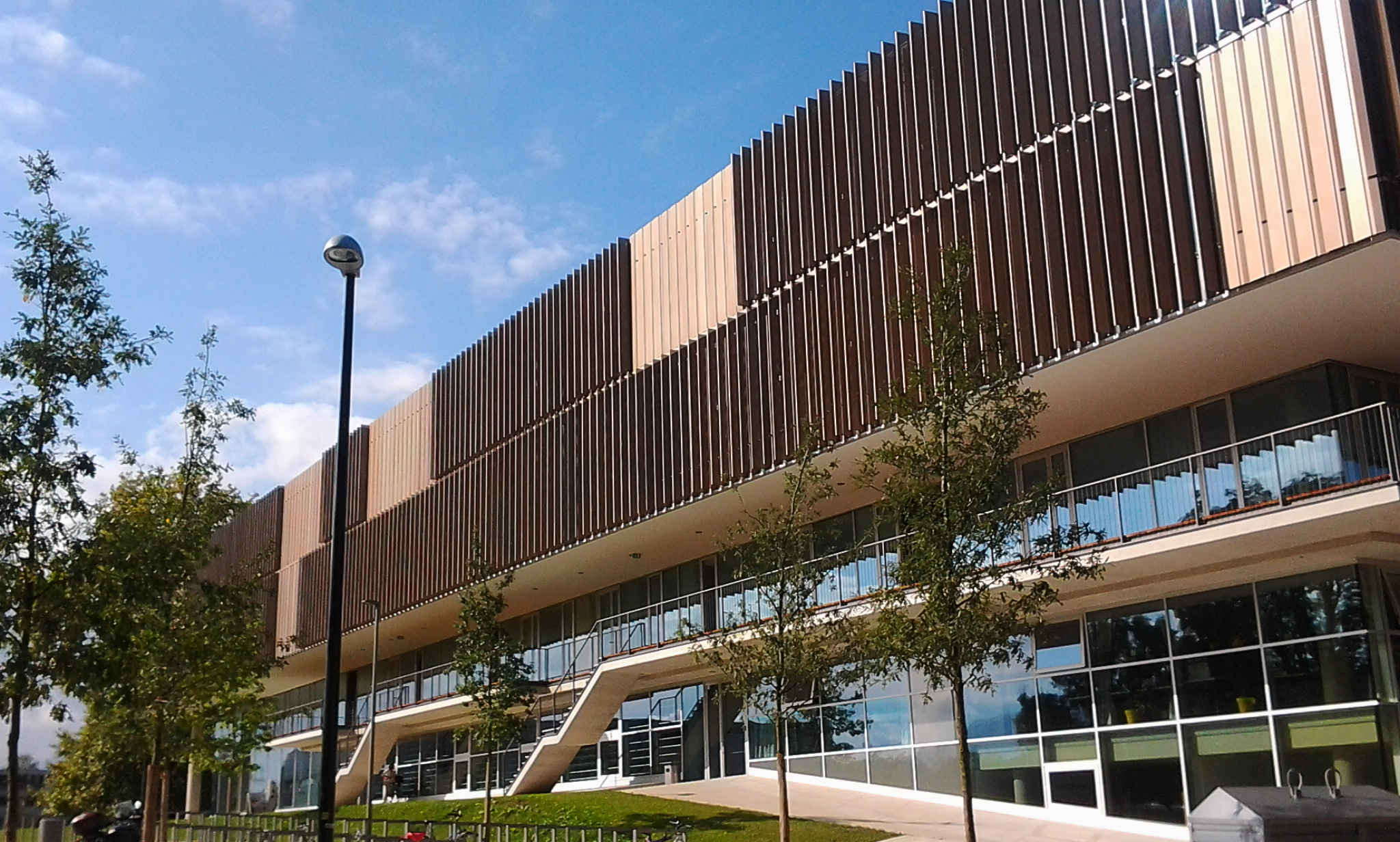
大学公园南边
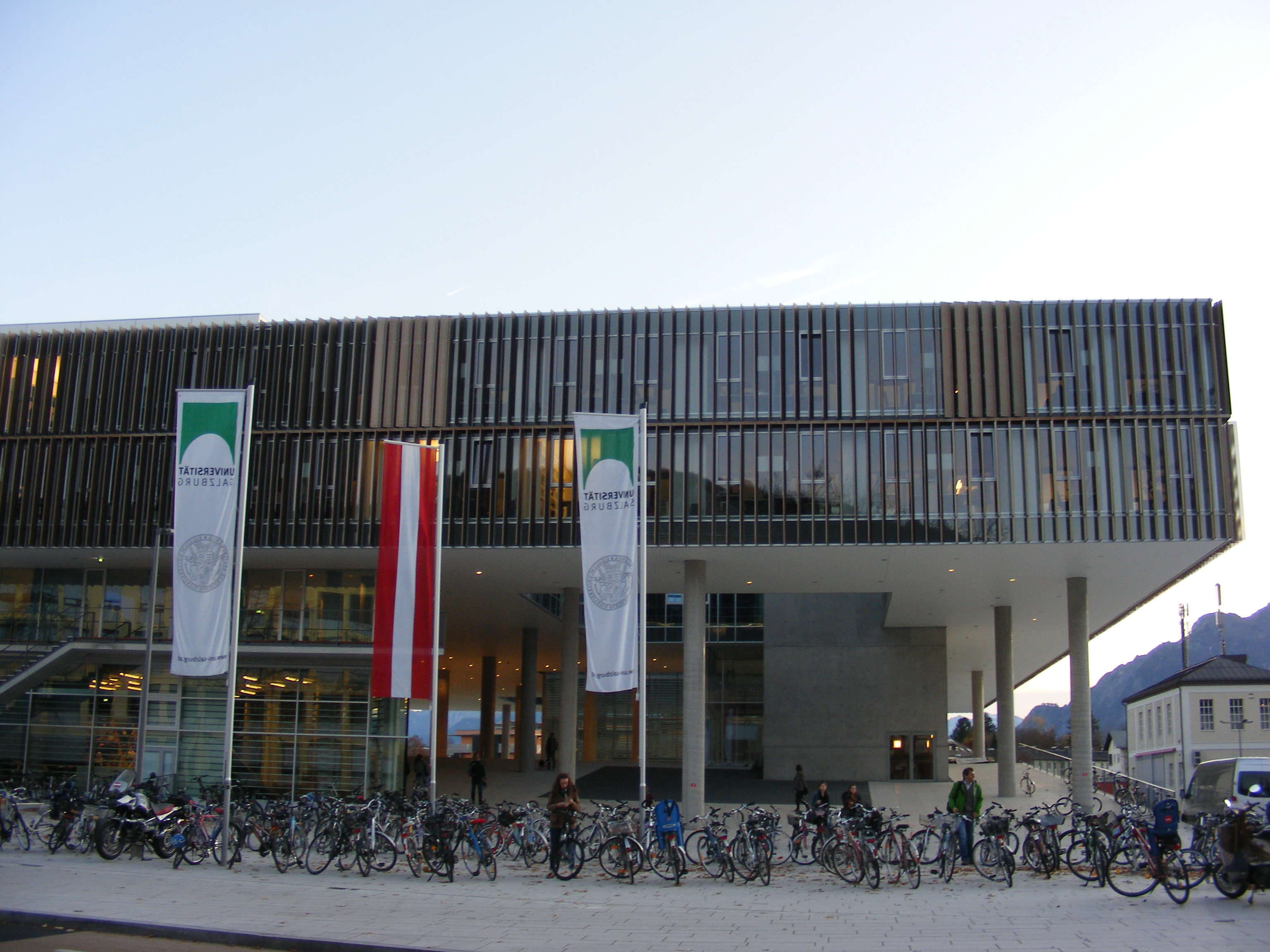
主要入口
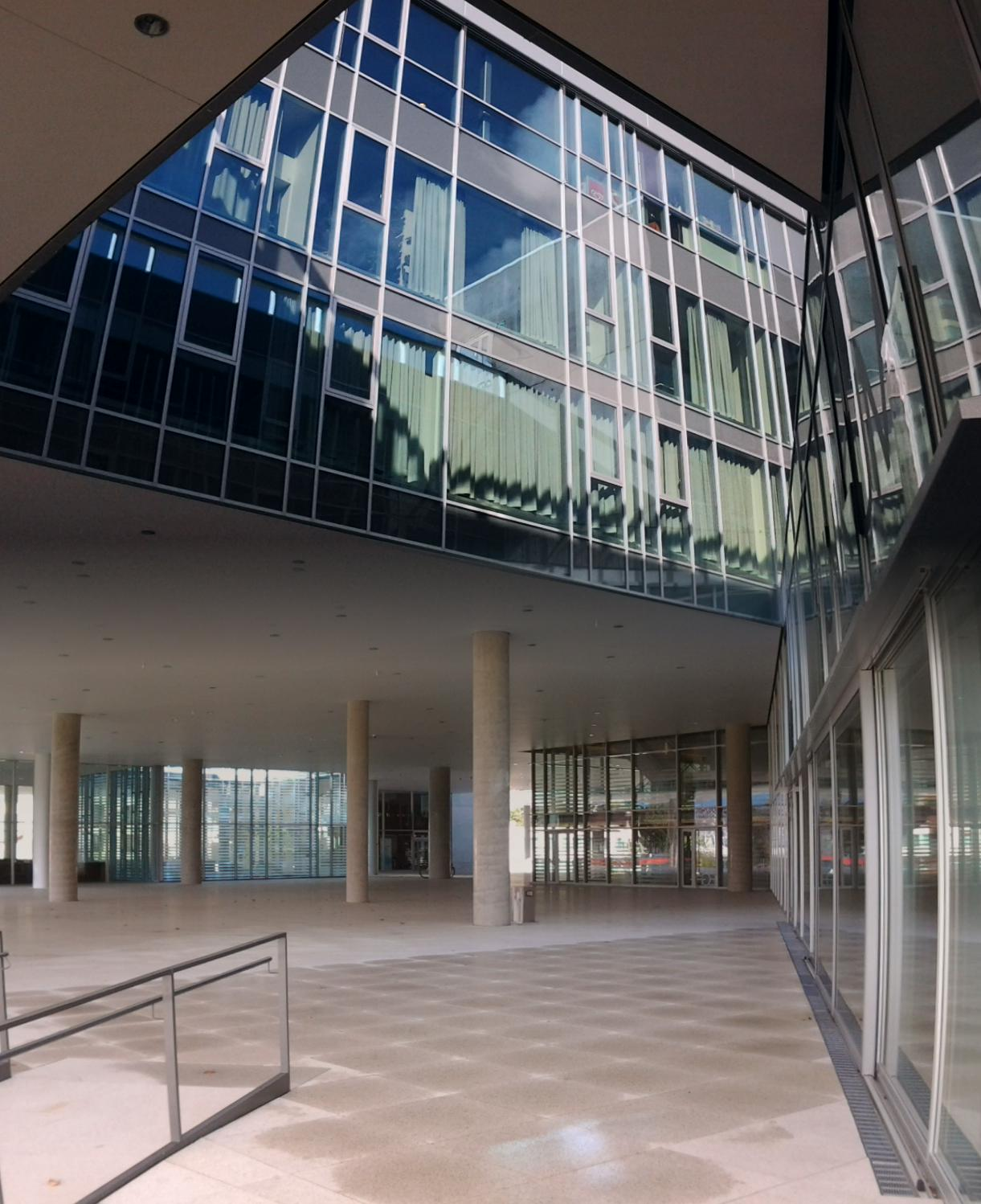
内部
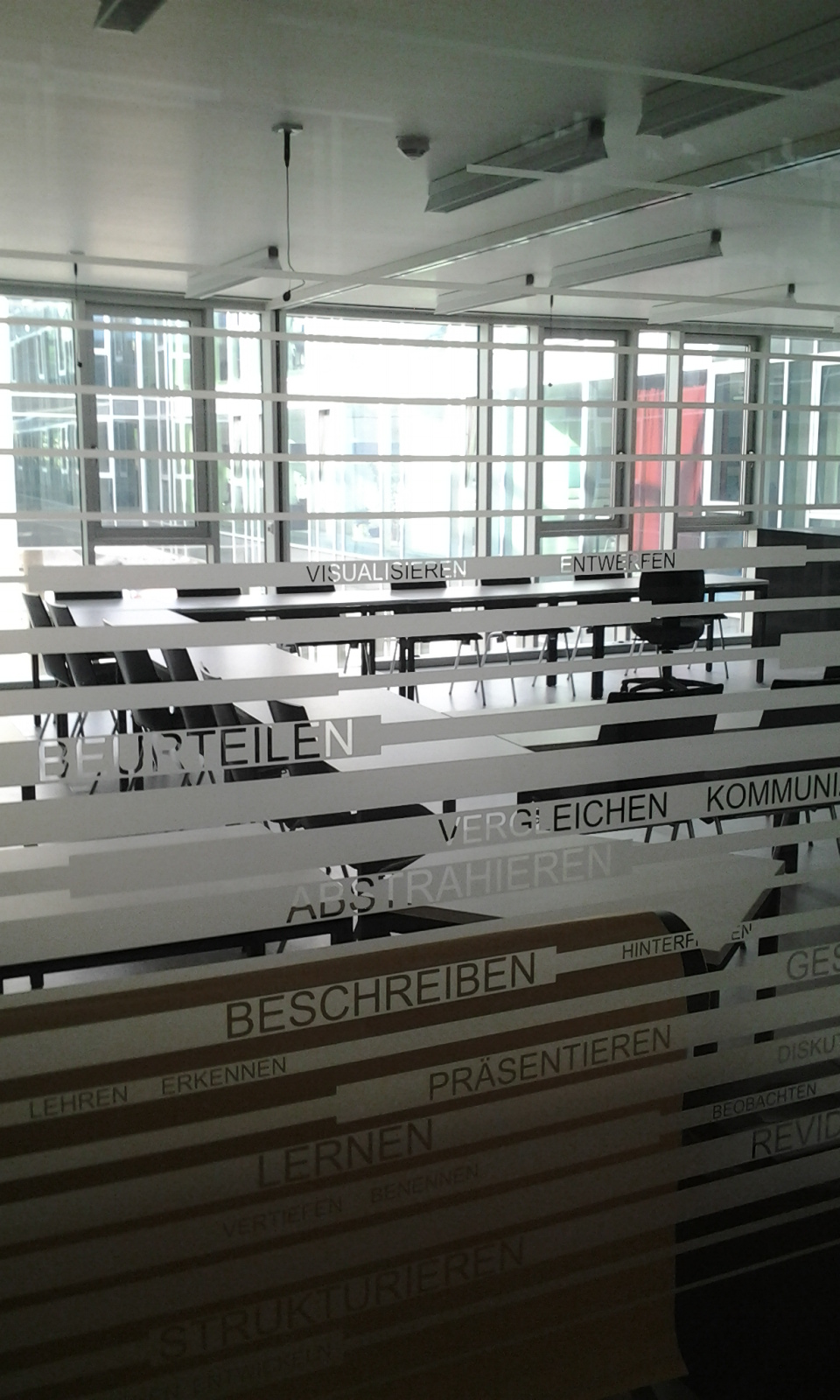
讲座室